# Les Robinsons de la planète Mars
Les Robinsons de la planète Mars est un roman merveilleux-scientifique écrit par l'écrivain français Henri Gayar. Publié initialement en deux parties en 1908 aux édition Laumonier sous le titre Aventures merveilleuses de Serge Myrandhal, le roman est réédité à plusieurs reprises au cours du XXe siècle dans une version remaniée par l'auteur sous le pseudonyme de Cyrius.

## Intrigue
Serge Myrandhal, inventeur d'un vaisseau spatial, est traîtreusement envoyé sur la planète Mars. Rejoint par sa fiancée et un ami grâce à un second modèle qu'il avait construit, les explorateurs parcourent la planète rouge avant d'être capturés par les Houâs, une race de Martiens troglodytes.

## Différences entre les versions
Henri Gayar publie en 1925 une version remaniée sous le pseudonyme de Cyrius. 
Tandis que Serge Myrandhal est envoyé par le Maharadjah Indraghava à bord du Velox grâce à la force psychique de mediums dans la première mouture, dix-sept ans plus tard, c'est le professeur allemand Klauzus, qui utilise la force éthérique pour propulser l'explorateur malgré lui à bord du vaisseau renommé V1.
Par ailleurs, la fin des deux versions diffèrent également. En effet, si les péripéties des héros sur la planète rouge sont les mêmes : après leur capture, les explorateurs s'échappent et se rendent dans une cité construite par une antique race martienne, les Zoas renommés « Elohim » par les Terriens à cause de leur apparence angélique. Le récit de 1908 se terminait de façon abrupte avec le réveil d'un couple d'Elohims. Cet arrêt brutal suggère que l'auteur avait prévu d'écrire une suite. Néanmoins, ce n'est qu'en 1925, que Henri Gayar offre une conclusion à son récit. En effet, dans la seconde version, il supprime la présence du couple d'Elohims, et les Martiens Houâs, inexorablement condamnés à disparaître, renvoient les Terriens sur leur planète natale.

## Autour de l'œuvre
Les aventures de Serge Myrandhal s'inscrivent dans un courant de science-fiction française portant sur le thème de la planète Mars au début du XXe siècle. Cet engouement littéraire pour les voyages interstellaires se trouve particulièrement à l'honneur en 1908 avec la publication de trois romans qui mettent en scène l'énergie psychique comme carburant d'engin spatial. Ainsi, outre l'ouvrage d'Henri Gayar, Gustave Le Rouge publie Le Prisonnier de la planète Mars et Jean de La Hire, La Roue fulgurante.

## Publications françaises
- Éditions Laumonier, coll. « Bibliothèque métropolitaine », 1908, en deux volumes Sur la planète Mars et Les Robinsons de la planète Mars (ill. de J. Noé).
- Revue Magazine illustrée national, du 15 février au 27 septembre 1925, sous le titre Les Robinsons de la planète Mars, version remaniée signée Cyrius (ill. de Henri Lanos).
- Éditions Tallandier, coll. « Bibliothèque des Grandes Aventures et Voyages Excentriques » no 142, 1927, sous le titre Les Robinsons de la planète Mars, version remaniée signée Cyrius.
- Éditions Apex, coll. « Périodica » no 13, 1997.